# (500243) 2012 JG38
(500243) 2012 JG38 es un asteroide perteneciente al cinturón de asteroides, descubierto el 16 de abril de 2012 por el equipo del Spacewatch desde el Observatorio Nacional de Kitt Peak, Arizona, Estados Unidos.

## Designación y nombre
Designado provisionalmente como 2012 JG38.

## Características orbitales
2012 JG38 está situado a una distancia media del Sol de 2,600 ua, pudiendo alejarse hasta 2,979 ua y acercarse hasta 2,221 ua. Su excentricidad es 0,145 y la inclinación orbital 11,92 grados. Emplea 1531,81 días en completar una órbita alrededor del Sol.

## Características físicas
La magnitud absoluta de 2012 JG38 es 17,7.